# Leslie Caveny
Leslie Y. Caveny (* 1962) ist eine US-amerikanische Film- und Fernseh-Autorin und Produzentin.

## Leben
Leslie Caveny besuchte von 1978 bis 1980 das private Internat Peddie School in Hightstown, New Jersey. Ihren Abschluss machte sie im Jahr 1980.
Sie schrieb Drehbücher zu amerikanischen Fernsehserien wie Mad About You, News Radio und The Naked Truth. Caveny war mehrere Jahre Mitarbeiterin, Autorin und Produzentin für Alle lieben Raymond, eine Comedy-Serie, für die der Emmy-Award verliehen wurde. Später schrieb sie das Drehbuch für Penelope.